# Madagaskarska patka njorka
Madagaskarska patka njorka (lat. Aythya innotata) je vrsta patke iz potporodice ronilica. 
Endem je Madagaskara.  Kritično je ugrožena vrsta. Prije ponovnog otkrića populacije 2006. zadnji put je viđena na jezeru Alaotra u madagaskarskoj pokrajini Toamasina. Tada je jedan mužjak bio zatočen u botaničkom vrtu u Antanarivu.
Duga je oko 46 cm. U oba spola kljun je siv s crnim vrhom. Noge i stopala su sivi. Perje je tamnosmeđe, a donji dio je bijel. Glava i vrat su tamnosmeđi s blagim zelenim ili ljubičastim sjajem. Prsa su crvenkasto-smeđa. Krila su svjetlija od ostatka tijela i na njima se nalaze okomite pruge. Mužjak ima bijelu šarenicu, a, za razliku od njega, ženka ima smeđu šarenicu. Pačići nalikuju ženkama. Muški pačići imaju sivu šarenicu, koja im kasnije postaje bijela.

## Vanjske poveznice
|  | Zajednički poslužitelj ima još gradiva o temi Aythya innotata |
|  | Wikivrste imaju podatke o taksonu Aythya innotata             |